# Uso civico urbano
L'uso civico urbano rappresenta una forma d'uso collettivo – non esclusiva e regolamentata – di beni pubblici e privati, destinati ad uso pubblico o vincolati al diritto d'uso pubblico.
In quanto ricadente nella categoria giuridica degli usi esso è fonte del diritto così come previsto e disposto dall'art.1 e dall'art.8 delle Preleggi. Esso si ispira all'antico istituto giuridico degli usi civici risalente ad un periodo precedente al diritto romano e tuttora esistente. Da questo istituto l'uso civico e collettivo urbano riprende quattro principi fondamentali – inclusività, imparzialità, accessibilità e fruibilità – su cui si fonda l'autonormazione e l'autogoverno delle comunità insistenti sui beni.
Questa forma d'uso si rifà altresì ad un'interpretazione estensiva dell'art.43 della Costituzione il quale prevede «a fini di utilità generale» di «riservare originariamente (...) a comunità di lavoratori o di utenti determinate imprese o categorie di imprese, che si riferiscano a servizi pubblici essenziali (...)».
Per il fatto di configurarsi come un diritto reale di godimento a favore delle collettività insistenti su determinati beni, esso si collega e coordina con i Beni comuni così come definiti dalla Commissione Rodotà, ossia come quelle cose «che esprimono utilità funzionali all’esercizio dei diritti fondamentali nonché al libero sviluppo della persona» e di cui in ogni caso «deve essere garantita la loro fruizione collettiva».